# 都給你 (歌曲)
〈都給你〉（英語：All for You）是美國黑人女歌手珍娜·傑克森在2001年3月6日發行的單曲，它在告示牌單曲榜獲得七週冠軍，成為珍娜·傑克森第10首全美冠軍單曲，〈都給你〉在英國單曲榜則獲得第3名的成績。另外這首單曲更獲得第44屆葛萊美獎「最佳舞曲錄音」（Best Dance Recording）獎項。

## 歌曲資料

### 收錄專輯
〈都給你〉最早收錄在珍娜·傑克森第七張錄音室專輯《珍愛》（英語：All for You）中。《珍愛》所收錄的全部單曲若依照時間排序，最早推出的是〈無關緊要〉，它在2000年5月就已問世，但它原先是搭配電影《隨身變2》的原聲帶發行，因此配合這張專輯的首支主打單曲是〈都給你〉。

### 單曲簡介
〈都給你〉由珍娜·傑克森和製作老班底共同創作，當紅音樂製作人Rockwilder也一起參與了後製工作，這是一首主流的流行舞曲，副歌的旋律易記且不斷重複，節奏輕快討喜。珍娜·傑克森和製作團隊將〈都給你〉打造成1980年代迪斯可式舞曲，但質感更為現代摩登，歌詞不但露骨大膽又煽情，珍娜·傑克森想要透過這首歌曲表達，她肯為她的愛人付出一切。

### 商業成績
〈都給你〉在2001年3月6日就提前專輯釋出，挾帶著〈無關緊要〉三週冠軍的餘威，〈都給你〉在尚未發行單曲之前，僅靠電台點播率的情況下在2001年3月17日進入單曲榜，首週成績即佔上第14名，這首單曲進榜不到一個月時間，在2001年4月14日就衝上了榜首位置，成為珍娜·傑克森第10首全美冠軍單曲，並來勢洶洶的蟬連了七週冠軍，這紀錄僅次於她1993年獲得八週冠軍的〈愛就是這樣〉。〈都給你〉除獲得七週單曲榜冠軍之外，亦獲得節奏藍調單曲榜兩週冠軍以及舞曲榜各三週冠軍，在2001年告示牌年終百大單曲榜中高居第3名。〈都給你〉在英國單曲榜的最高成績為第3名。

### 獎項評價紀錄
〈都給你〉再為珍娜·傑克森增添一座葛萊美獎，它榮獲第44屆葛萊美獎「最佳舞曲錄音」（Best Dance Recording）獎項，這是珍娜·傑克森的第五座葛萊美獎。
〈都給你〉在2015年被告示牌雜誌評選為「Janet Jackson's Biggest Billboard Hits」第4名。